# Дистер, Луи
Луи Дистер (фр. Louis Dister; 13 августа 1887, Комблен-ла-Тур, коммуна Амуар — 23 октября 1964, Комблен-ла-Тур) — бельгийский оперный певец (тенор).
Окончил Льежскую консерваторию. Дебютировал в 1907 г. в брюссельском театре Ла-Монне, где пел также в 1918—1919, 1926—1930 и 1931—1932 гг. — его характеризуют как одну из главных опор брюссельской труппы. В 1909—1910 и 1921—1924 гг. пел в Антверпенской опере, в другие годы выступал на сценах Гента, Вервье, Льежа и Гааги. Среди основных партий — Туриддо в «Сельской чести» Пьетро Масканьи, Пинкертон в «Мадам Баттерфляй» и Каварадосси в «Тоске» Джакомо Пуччини, дон Хосе в «Кармен» Жоржа Бизе, Альфредо в «Травиате» Джузеппе Верди, Вильгельм Мейстер в «Миньоне» Амбруаза Тома.
На рубеже 1920—1930-х гг. оставил несколько записей, в том числе в дуэте с Луи Ришаром.